# Intendente de San Ignacio Guazú
El intendente municipal de San Ignacio Guazú ocupa el puesto de máxima autoridad ejecutiva en el gobierno municipal de uno de los distritos del Departamento de Misiones, República del Paraguay. La creación de este cargo se remonta al año 1955, estableciendo así una figura centralizada para la gestión y administración de los asuntos municipales en la ciudad. El intendente municipal desempeña un papel crucial en la toma de decisiones y la implementación de políticas locales.

## Historia
La historia de los intendentes municipales de San Ignacio Guazú se remonta al año 1955, cuando a través de decretos emitidos por el Poder Ejecutivo se designaba a la máxima autoridad comunal.
Posteriormente, con la implementación de las primeras elecciones directas, Egidio Ruiz resultó elegido como intendente municipal por voto popular, ganando por una diferencia de nueve votos. Él fue el último intendente designado por decreto y el primero elegido directamente por los pobladores a través del voto. Desde entonces, este sistema electoral, basado en elecciones directas, ha continuado en vigencia hasta la fecha.

## Despacho municipal

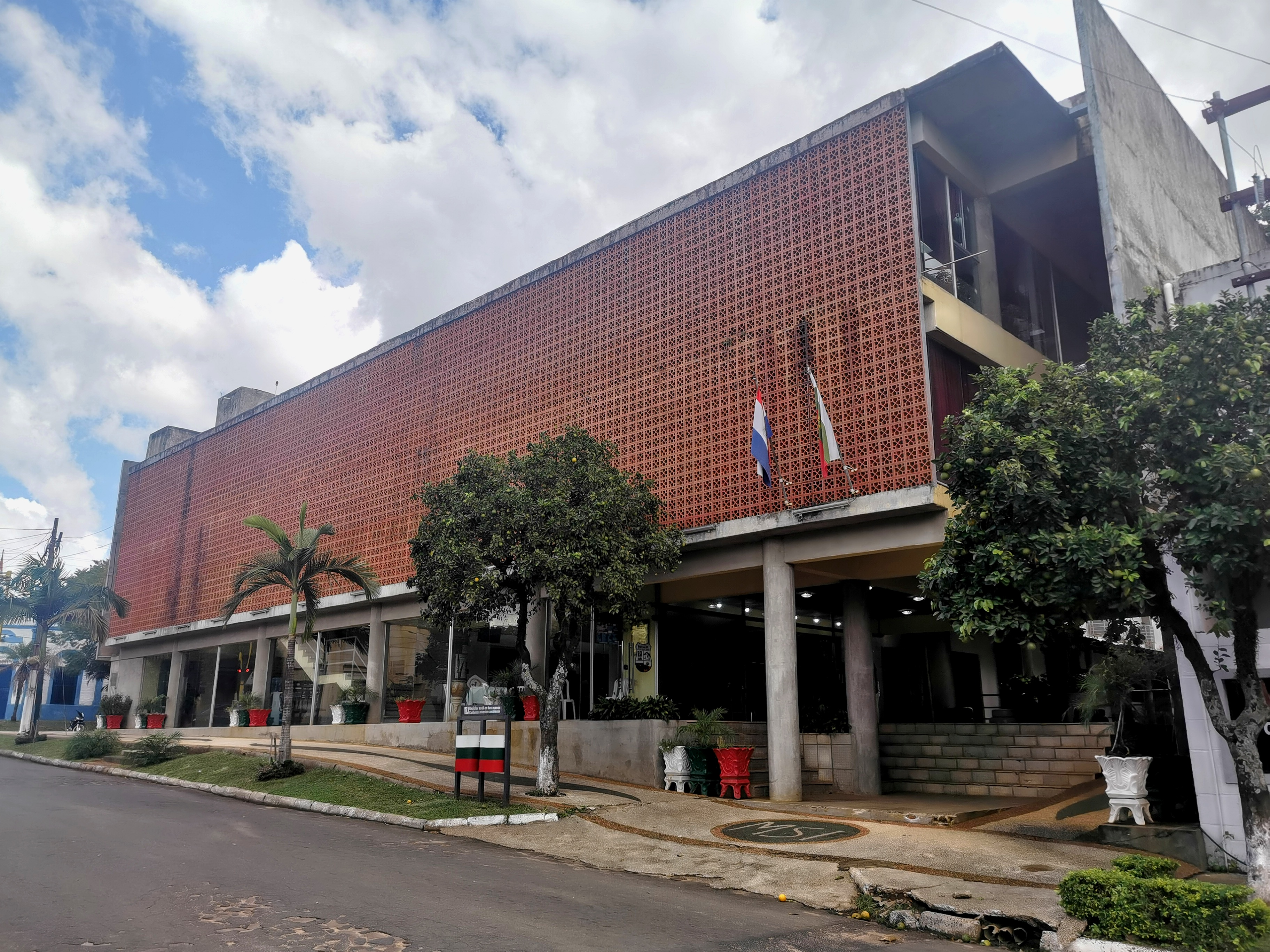
Fachada del Palacete Municipal de San Ignacio Guazú (2021).

El Palacete Municipal de San Ignacio Guazú es la sede del despacho del intendente municipal de San Ignacio Guazú. El edificio está ubicado sobre la calle Mariscal López, en el barrio San José, y se encuentra próximo a otras dependencias institucionales como el Salón Municipal Cacique Arapysandú.

## Lista de intendentes municipales (1955-act.)
| Orden | Intendente            | Inicio del mandato      | Fin del mandato         | Notas                                                                     |
| ----- | --------------------- | ----------------------- | ----------------------- | ------------------------------------------------------------------------- |
| 1.º   | Antonio Ruiz          | 1955                    | 1956                    |                                                                           |
| 2.º   | Paulino Galarza       | 1956                    | 1959                    |                                                                           |
| 3.º   | Constantino Llano     | 1959                    | 1964                    |                                                                           |
| 4.º   | Gorgonio Benítez      | 1964                    | 1965                    |                                                                           |
| 5.º   | Juan Bernal           | 1965                    | 1976                    |                                                                           |
| 6.º   | Florencio Centurión   | 1977                    | 1987                    |                                                                           |
| 7.º   | Egidio Ruiz           | 1987                    | 1989                    |                                                                           |
| 8.º   | Pablino Rodríguez     | 17 de marzo de 1989     | 17 de marzo de 1989     | No pudo asumir al cargo                                                   |
| 9.º   | Egidio Ruiz           | 30 de julio de 1989     | 11 de enero de 1991     | Último intendente municipal nombrado por decreto.                         |
| 10.º  | Egidio Ruiz           | 4 de diciembre de 1991  | 4 de julio de 1996      | A partir de aquí, los siguientes fueron electos también por voto popular. |
| 11.º  | Crispiniano Mazacotte | 5 de julio de 1996      | 18 de enero de 2001     |                                                                           |
| 12.º  | Ricardo Yednacz       | 18 de enero de 2001     | 11 de febrero de 2006   |                                                                           |
| 13.º  | Amado Aquino          | 11 de febrero de 2006   | 9 de agosto de 2011     |                                                                           |
| 14.º  | Adelma Salas          | 9 de agosto de 2011     | 28 de diciembre de 2016 |                                                                           |
| 15.º  | Carlos Afara          | 28 de diciembre de 2016 | 12 de marzo de 2021     |                                                                           |
| 16.º  | Cristina Ayala        | 15 de noviembre de 2021 | Actualmente en el cargo |                                                                           |